# Палм-Бей (Флорида)
Палм-Бей (англ. Palm Bay) — город в округе Бревард штата Флорида, США.

## География
По данным Бюро переписи населения США площадь города составляет 178,3 км², из них 170,2 км² — суша и 8,1 км² — открытые водные пространства. Расположен на востоке центральной части штата. Высота над уровнем моря составляет 5 м.

## Население
По данным переписи 2010 года население города составляет 103 190 человек.
Возрастная структура (по данным переписи 2000 года): младше 18 лет — 26,5 %; от 18 до 24 лет — 7,6 %; от 25 до 44 лет — 29,6 %; от 45 до 64 лет — 21,5 %; старше 65 лет — 14,7 %. Средний возраст населения составляет 37 лет. На каждые 100 женщин приходится в среднем 95,2 мужчин. Английский является родным для 88,55 % населения; испанский — для 7,45 %; французский — для 0,93 %; немецкий — для 0,92 %; арабский — для 0,53 %.